# Beziehungen zwischen Finnland und den Vereinigten Staaten

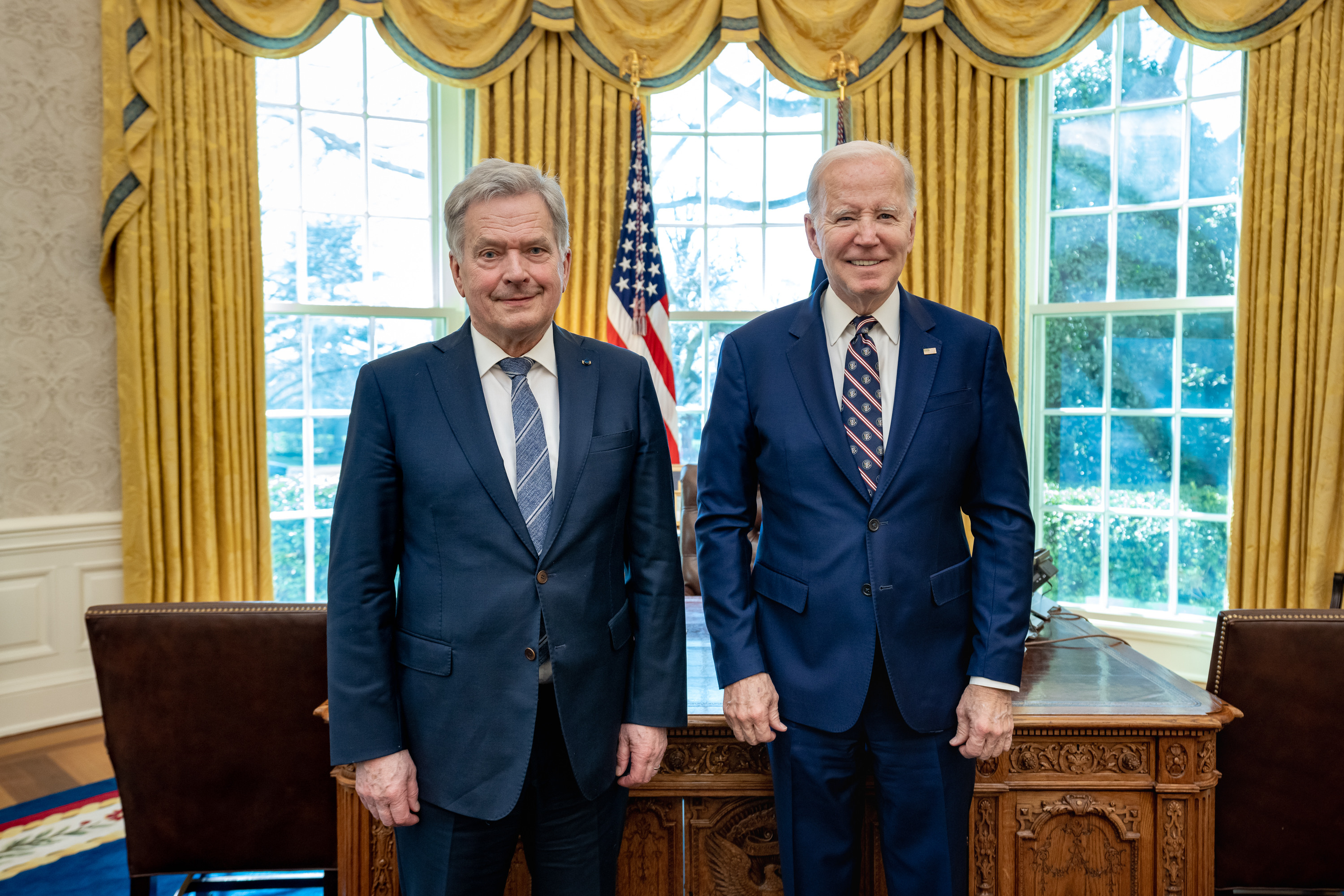
Sauli Niinistö mit Joe Biden im Weißen Haus (2023)

Die Beziehungen zwischen Finnland und den Vereinigten Staaten sind das bilaterale Verhältnis zwischen Finnland und den Vereinigten Staaten von Amerika (USA). Beide Staaten unterhalten freundschaftliche diplomatische, wirtschaftliche und kulturelle Kontakte.
Die USA erkannten Finnland am 7. Mai 1919 formell als unabhängigen Staat an; am 27. Mai 1919 wurden diplomatische Beziehungen aufgenommen. 1920 eröffnete die USA eine Gesandtschaft in Helsinki. Im Februar 1934 schlossen beide Länder einen Freundschafts-, Handels- und Konsularvertrag ab, der im August 1934 in Kraft trat. Während des Zweiten Weltkriegs kämpfte Finnland im sogenannten Fortsetzungskrieg ab 1941 an der Seite Deutschlands gegen die Sowjetunion, was die amerikanisch-finnischen Beziehungen stark belastete. Die USA erklärten Finnland zwar nicht den Krieg, brachen jedoch 1944 die diplomatischen Kontakte ab und schlossen am 30. Juni 1944 ihre Gesandtschaft in Helsinki. Nach dem Waffenstillstand Finnlands mit den Alliierten und der Vertreibung der deutschen Truppen aus Finnland Ende 1944 wurden informelle Kontakte zu den USA wiederhergestellt. Die offiziellen diplomatischen Beziehungen konnten am 1. September 1945 wieder aufgenommen werden; die amerikanische Gesandtschaft in Helsinki wurde neu eröffnet und 1952 zur Botschaft aufgewertet.
In den folgenden Jahrzehnten bewahrte Finnland politische Neutralität, pflegte aber freundschaftliche Kontakte zu den westlichen Staaten, darunter die USA. 1975 war Helsinki Gastgeber der Konferenz über Sicherheit und Zusammenarbeit in Europa (KSZE), bei der unter anderem der amerikanische Präsident Gerald Ford und der sowjetische Generalsekretär Leonid Breschnew die Helsinki-Schlussakte unterzeichneten. Nach dem Ende des Kalten Krieges baute Finnland seine Beziehungen zu den USA weiter aus. 1995 trat Finnland der EU bei und wurde zu einem engen Partner der NATO; finnische Soldaten beteiligten sich z. B. an der ISAF-Mission in Afghanistan. In Reaktion auf den russischen Überfall auf die Ukraine stellte Finnland 2022 seine traditionelle Bündnisfreiheit zugunsten einer NATO-Mitgliedschaft infrage. Mit Unterstützung der USA beantragte Finnland im Mai 2022 die NATO-Aufnahme und trat dem Bündnis am 4. April 2023 offiziell bei, womit Finnland nun auch ein Verteidigungsverbündeter der USA ist. Im Dezember 2023 unterzeichneten beide Staaten zudem ein bilaterales Verteidigungskooperationsabkommen (Defense Cooperation Agreement, DCA), das den Rahmen für eine vertiefte militärische Zusammenarbeit bildet und die mögliche Stationierung von US-Truppen in Finnland regelt.
Die kulturellen Beziehungen werden unter anderem durch Bildungs- und Austauschprogramme sowie durch die finnischstämmige Gemeinschaft in den USA geprägt. Seit dem späten 19. Jahrhundert wanderten Hunderttausende Finnen nach Nordamerika aus; heute leben in den Vereinigten Staaten Schätzungen zufolge etwa 650.000 US-Amerikaner mit finnischer Abstammung (Stand 2018). Die finnische Diaspora konzentriert sich vor allem im Mittleren Westen (insbesondere in Minnesota, Michigan und Wisconsin), aber auch in Bundesstaaten wie Florida und Washington.
Wirtschaftlich sind die Vereinigten Staaten ein bedeutender Handelspartner Finnlands. Die wichtigsten finnischen Exportgüter in die USA sind Fahrzeuge und andere Transportmittel, chemische Erzeugnisse, Papierprodukte sowie Maschinen. Im Jahr 2022 belief sich das bilaterale Handelsvolumen mit Waren und Dienstleistungen auf rund 15 Milliarden US-Dollar. Die US-Exporte nach Finnland lagen bei etwa 2,7 Mrd. USD, während Finnland Güter im Wert von ca. 8,7 Mrd. USD in die USA exportierte; hinzu kamen etwa 3,4 Mrd. USD aus dem bilateralen Dienstleistungshandel. Zahlreiche US-Unternehmen – vor allem aus der Technologie- und IT-Branche – sind in Finnland tätig, während umgekehrt finnische Firmen wie Nokia auf dem US-Markt aktiv sind.
Die USA unterhalten eine Botschaft in Helsinki. Finnland seinerseits verfügt über eine Botschaft in Washington, D.C. sowie Generalkonsulate in New York City und Los Angeles.